# Nigersaure
El nigersaure (Nigersaurus, 'llangardaix del Níger') és un gènere de dinosaure sauròpode diplodocoïdeu que va viure al Cretaci mitjà, fa aproximadament entre 119 i 99 milions d'anys, durant l'Aptià o l'Albià. Aquest dinosaure va ser descrit per Paul Sereno i col·laboradors l'any 1999.